# Улица Розени
У́лица Ро́зени (эст. Roseni tänav) — пешеходная улица в Таллине, столице Эстонии.

## География
Пролегает в микрорайоне Садама городского района Кесклинн. Начинается от Нарвского шоссе, заканчивается на перекрёстке с улицей Ахтри.
Протяжённость — 322 м.

## История

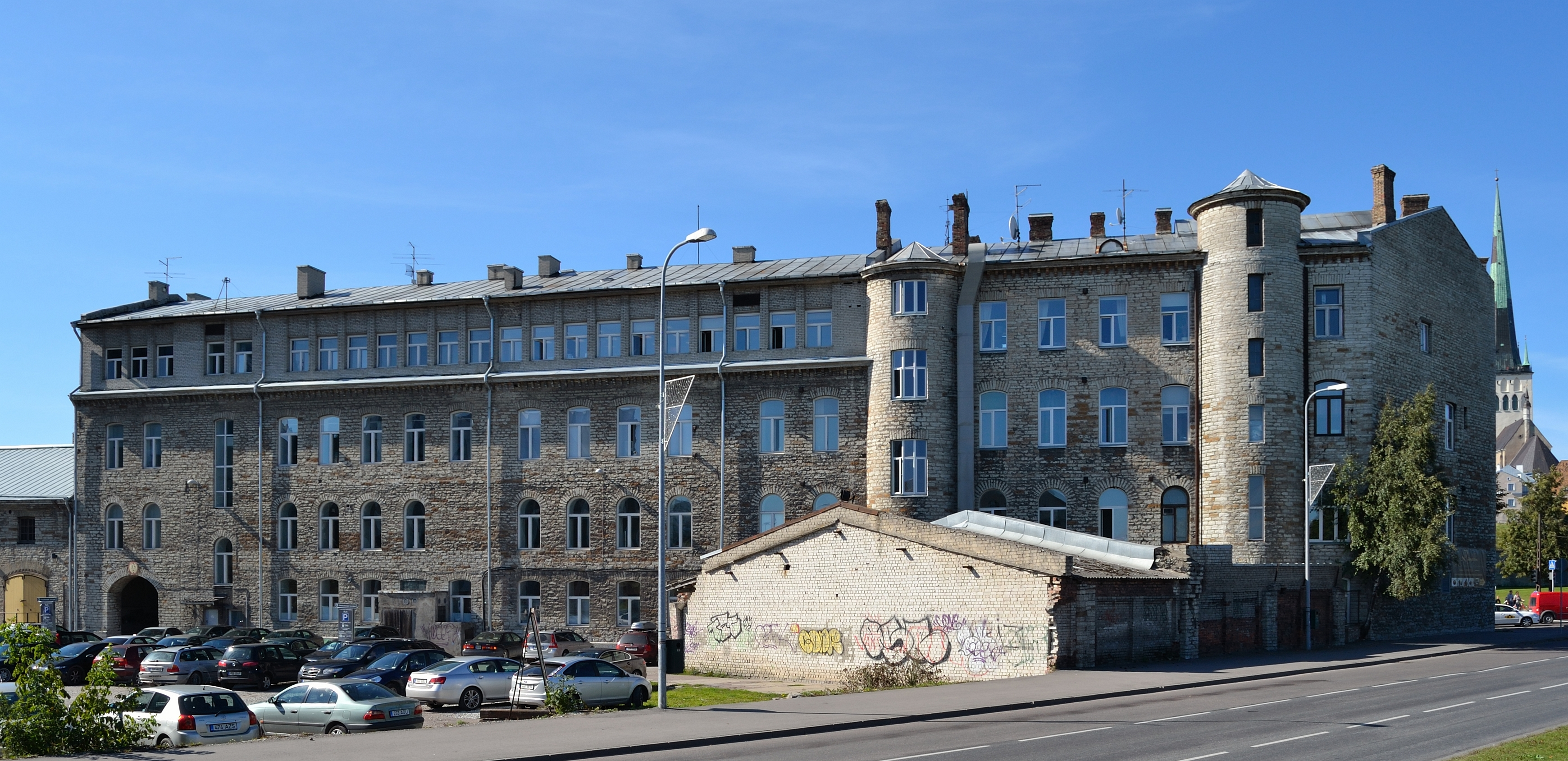
Бывшая Спиртовая фабрика Розенов

Улица получила своё название 18 мая 2005 года в честь братьев-промышленников Розенов, которым принадлежала Спиртовая фабрика — одно из первых промышленных предприятий в бастионной зоне, окружавшей Старый город между бульваром Мере и улицей Яама (в настоящее время — Хобуяама).
Улица была создана для того, чтобы было легче ориентироваться в создаваемом квартале Ротерманна, где стали появляться новые здания и адреса.

## Застройка
Большинство зданий на улице перестроены из промышленных зданий квартала Ротерманна, построенных в начале XX века:
- Roseni tn 7 — семиэтажное офисно-коммерческое здание построено на основе столярной мастерской 1890 года — типичного промышленного строения царского периода. При реконструкции 2009 года к зданию были добавлены три вертикальных объёмных пристроек. На первом этаже работает магазин шоколада и мастерская торговой марки «Kalev». Здание внесено в Государственный регистр памятников культуры Эстонии как памятник архитектуры[8];
- Roseni tn 8 — первоначально здание мельницы, входящее в ансамбль заводов Ротерманна, было введено в строй в 1907 году, в настоящее время в трёхэтажном здании работает ресторан «Chicago 1933». Фасады здания внесены в Государственный регистр памятников культуры Эстонии как памятники архитектуры[9];
- Roseni tn 9 — восьмиэтажное здание с подземным этажом для парковки построено в 2018 году, в нём работает 4-звёздочная гостиница «Roseni Spa Hotel»[10] и агентство краткосрочной аренды жилья «Rotermann City Apartments Roseni»;
- Roseni tn 11 — восьмиэтажное офисно-жилое здание, в котором расположен офис концерна «Alexela AS» и кафетерий «Alexela cafe-shop» («Roseni Gurmee mugavuspood»)[11][12];
- Roseni tn 10 // 12 — семиэтажное офисно-жилое здание, построено в 2007 году; на первом этаже работает магазин здоровья и красоты «Macta Beauty»;
- Roseni tn 13 — восьмиэтажное здание, 3-звёздочная гостиница «Metropol» с рестораном[10]; здание впервые введено в строй в 1999 году.

Улица Розени
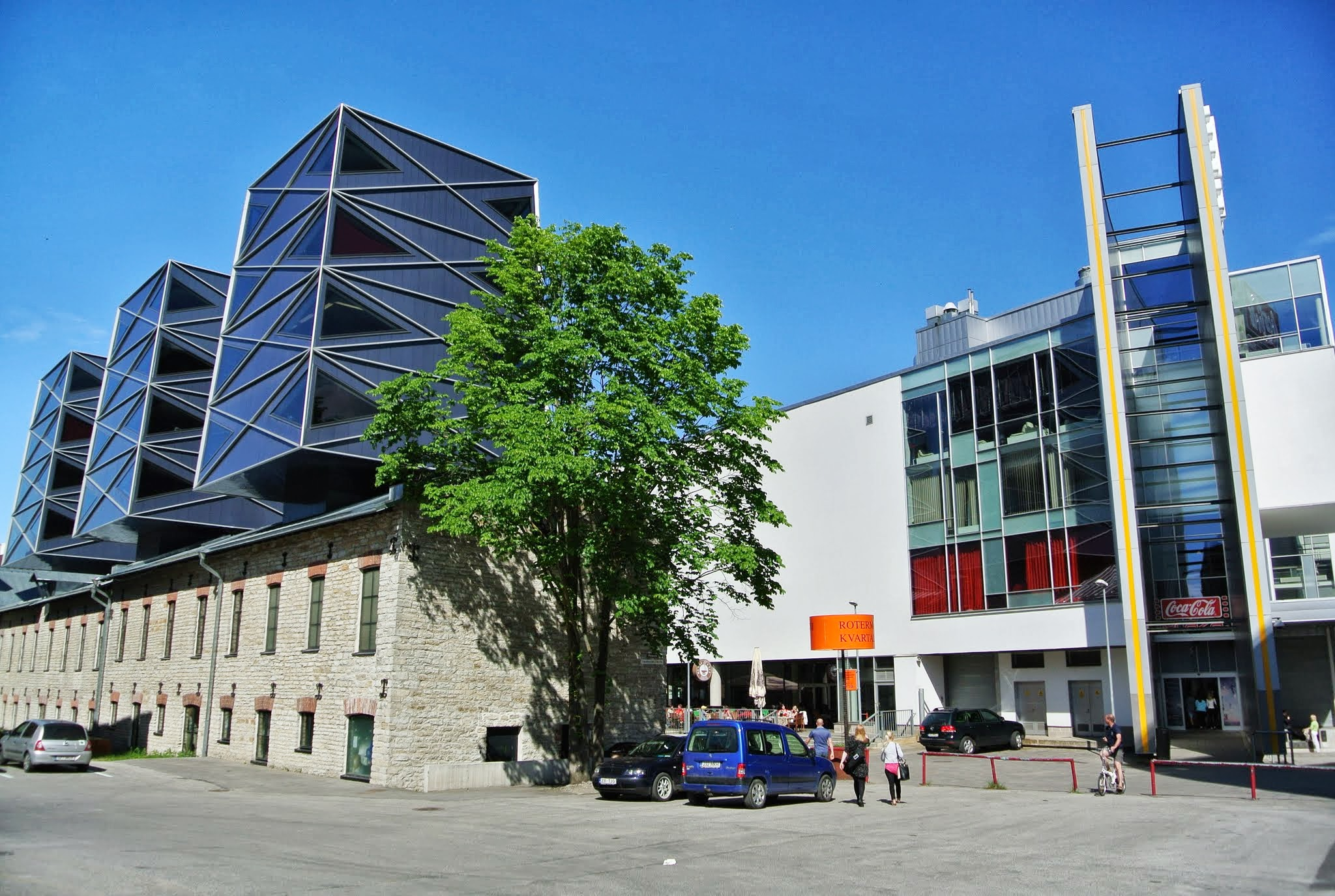
Слева дом 7, справа — выход из кинотеатра Coca-Cola Plaza[эст.]
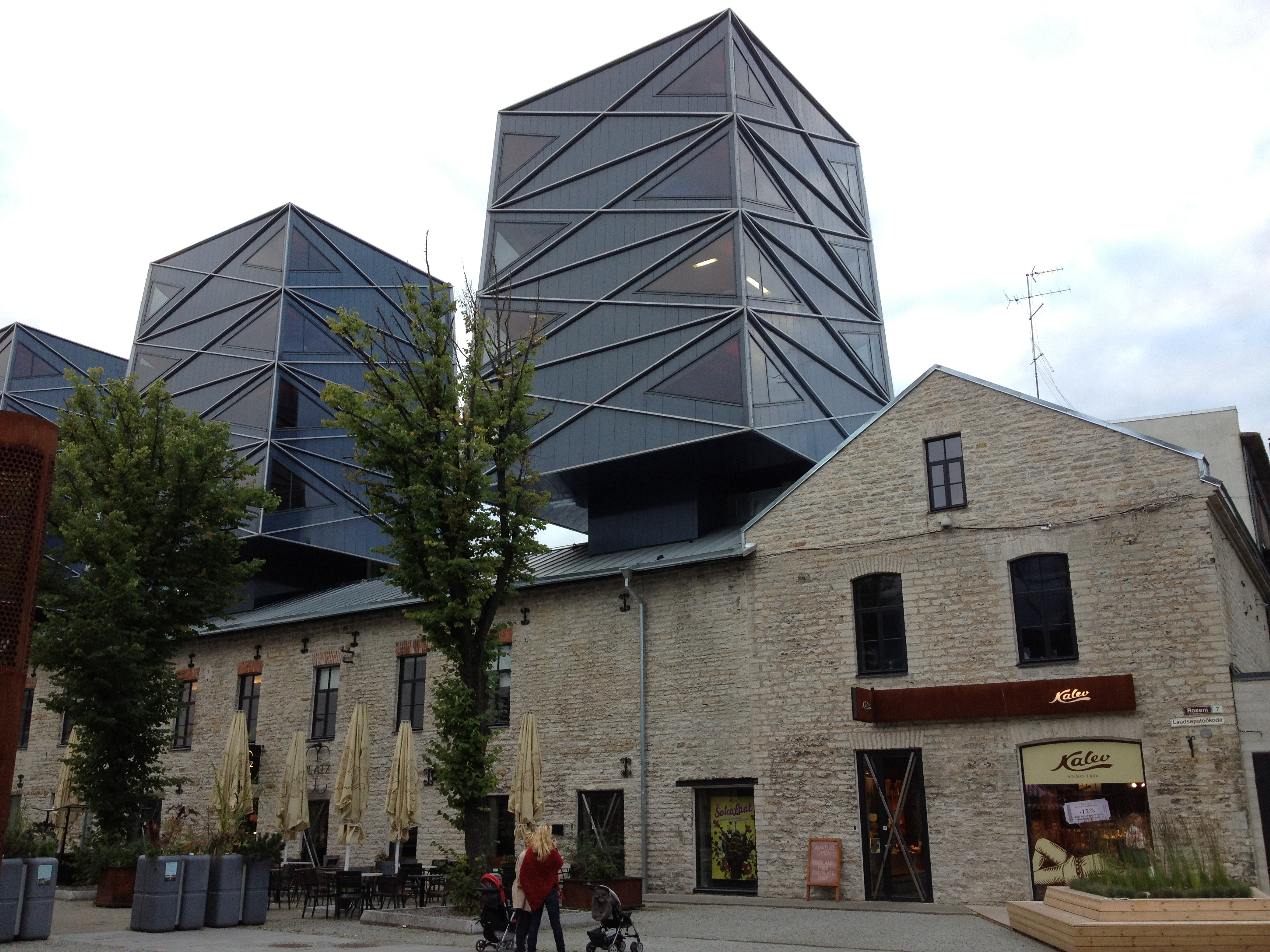
Дом 7, памятник архитектуры
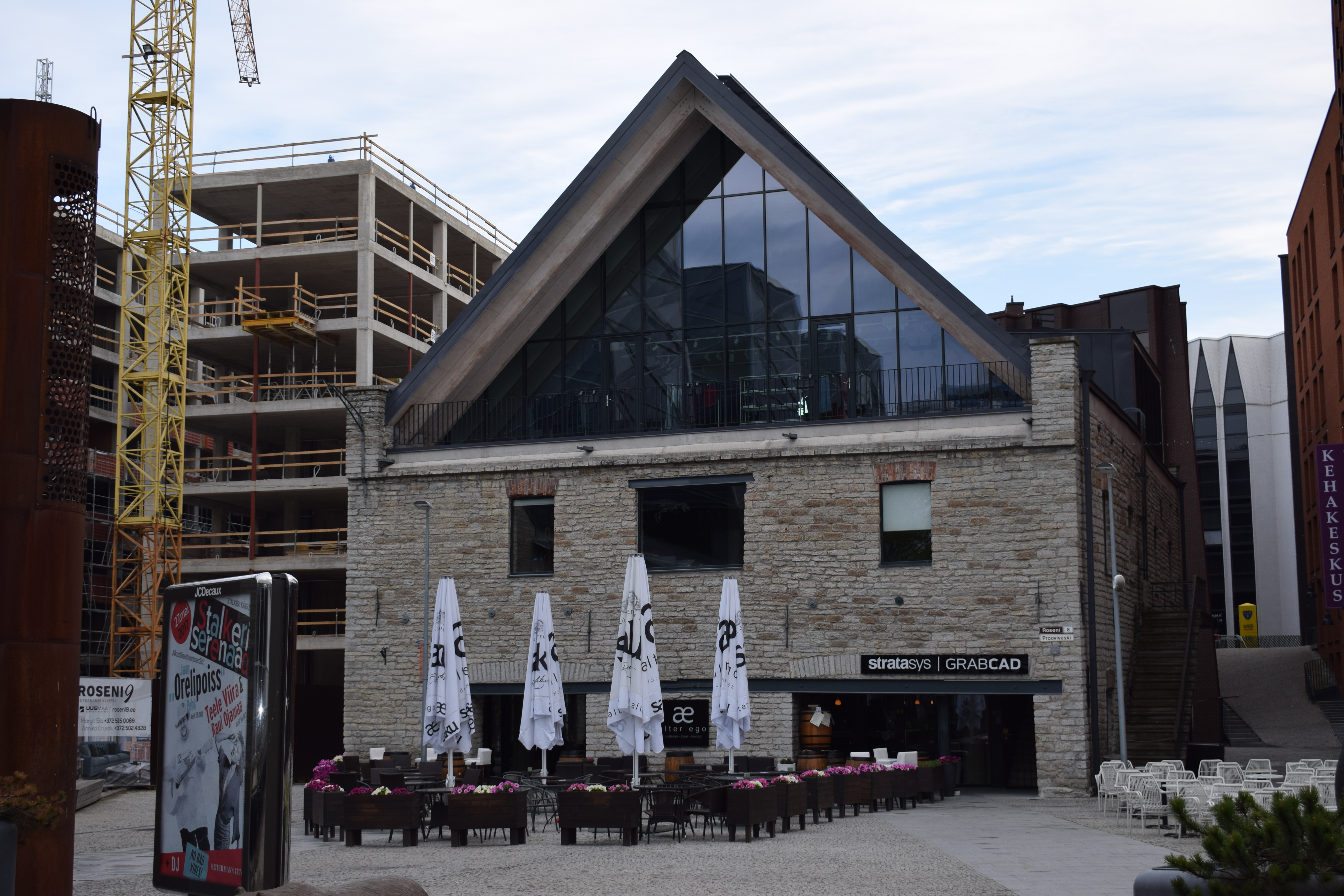
Дом 8, памятник архитектуры
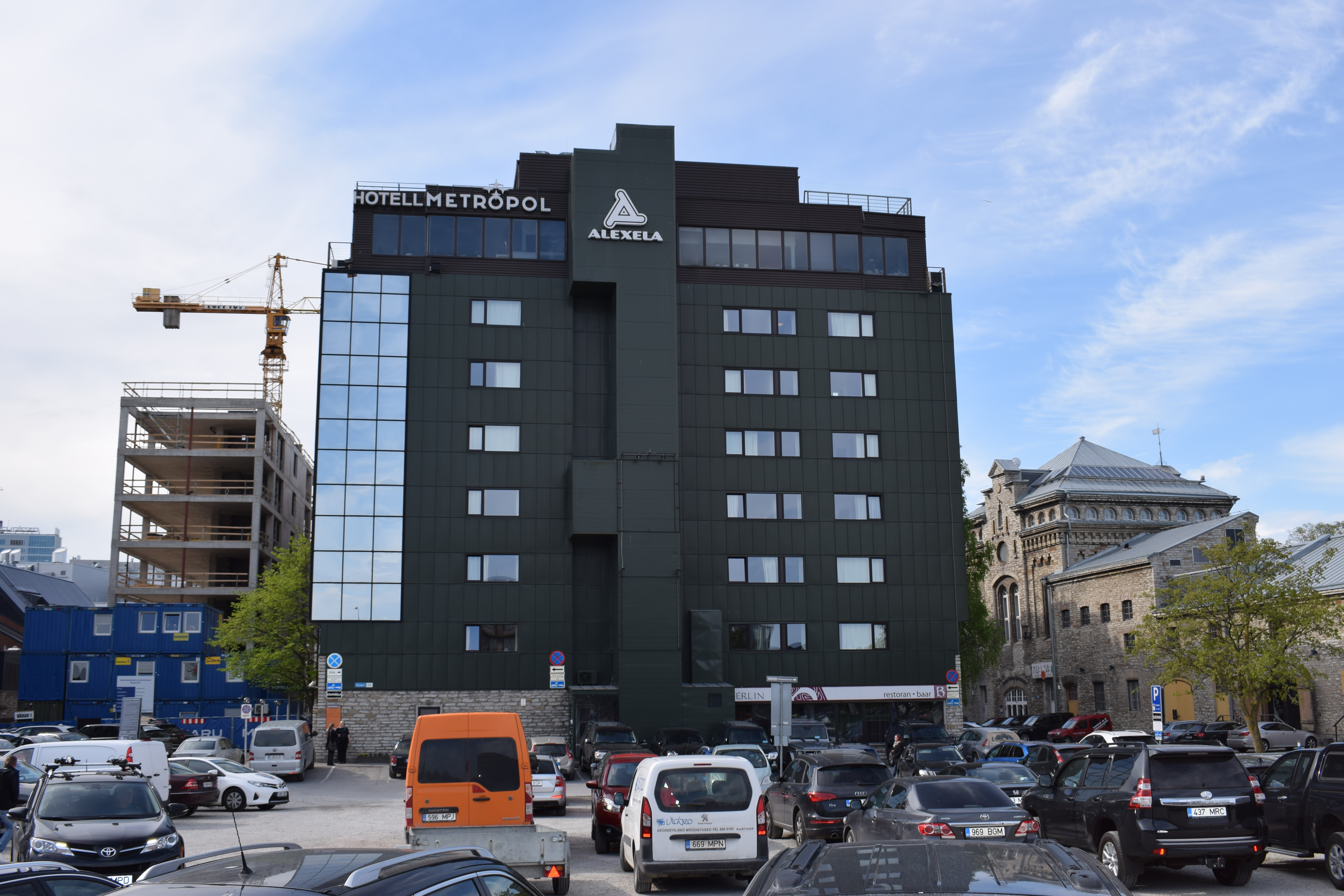
Дом 13, гостиница «Metropol»